# Поллок-Пайнс (Каліфорнія)
Поллок-Пайнс (англ. Pollock Pines) — переписна місцевість (CDP) в США, в окрузі Ель-Дорадо штату Каліфорнія. Населення — 7112 особи (2020).

## Географія
Поллок-Пайнс розташований за координатами 38°45′12″ пн. ш. 120°35′52″ зх. д. / 38.75333° пн. ш. 120.59778° зх. д. (38.753396, -120.597898).  За даними Бюро перепису населення США в 2010 році переписна місцевість мала площу 20,62 км², з яких 20,53 км² — суходіл та 0,08 км² — водойми.

### Клімат
| Клімат : Поллок-Пайнс   | Клімат : Поллок-Пайнс | Клімат : Поллок-Пайнс | Клімат : Поллок-Пайнс | Клімат : Поллок-Пайнс | Клімат : Поллок-Пайнс | Клімат : Поллок-Пайнс | Клімат : Поллок-Пайнс | Клімат : Поллок-Пайнс | Клімат : Поллок-Пайнс | Клімат : Поллок-Пайнс | Клімат : Поллок-Пайнс | Клімат : Поллок-Пайнс | Клімат : Поллок-Пайнс |
| Показник                | Січ.                  | Лют.                  | Бер.                  | Квіт.                 | Трав.                 | Черв.                 | Лип.                  | Серп.                 | Вер.                  | Жовт.                 | Лист.                 | Груд.                 | Рік                   |
| Абсолютний максимум, °C | 22,8                  | 25,6                  | 27,8                  | 32,2                  | 35,0                  | 37,8                  | 39,4                  | 40,6                  | 39,4                  | 36,1                  | 28,9                  | 26,7                  | 40,6                  |
| Середній максимум, °C   | 11,7                  | 13,3                  | 15,0                  | 18,3                  | 22,8                  | 27,2                  | 31,1                  | 31,1                  | 28,3                  | 22,8                  | 15,0                  | 11,7                  | 20,7                  |
| Середній мінімум, °C    | 1,7                   | 1,7                   | 2,2                   | 4,4                   | 7,8                   | 11,7                  | 15,6                  | 15,0                  | 12,8                  | 8,9                   | 3,9                   | 1,7                   | 7,3                   |
| Абсолютний мінімум, °C  | −12,2                 | −11,1                 | −10                   | −7,8                  | −2,8                  | 1,1                   | 5,0                   | 4,4                   | 0,6                   | −5,6                  | −11,1                 | −15                   | −15                   |
| Норма опадів, мм        | 201                   | 202                   | 186                   | 92                    | 55                    | 24                    | 8                     | 7                     | 31                    | 69                    | 148                   | 151                   | 1174                  |
| ----------------------- | --------------------- | --------------------- | --------------------- | --------------------- | --------------------- | --------------------- | --------------------- | --------------------- | --------------------- | --------------------- | --------------------- | --------------------- | --------------------- |
| Джерело: Intellicast    |                       |                       |                       |                       |                       |                       |                       |                       |                       |                       |                       |                       |                       |

## Демографія
Згідно з переписом 2010 року, у переписній місцевості мешкала 6871 особа в 2827 домогосподарствах у складі 1916 родин. Густота населення становила 333 особи/км².  Було 3391 помешкання (164/км²).
Расовий склад населення:
| - 90,2 % — білих - 1,9 % — корінних американців - 0,8 % — азіатів - 0,3 % — чорних або афроамериканців - 3,7 % — осіб інших рас |

До двох чи більше рас належало 3,2 %. Частка іспаномовних становила 10,4 % від усіх жителів.
За віковим діапазоном населення розподілялося таким чином: 21,3 % — особи молодші 18 років, 62,3 % — особи у віці 18—64 років, 16,4 % — особи у віці 65 років та старші. Медіана віку мешканця становила 44,8 року. На 100 осіб жіночої статі у переписній місцевості припадало 101,6 чоловіків;  на 100 жінок у віці від 18 років та старших — 101,5 чоловіків також старших 18 років.
Середній дохід на одне домашнє господарство  становив 70 584 долари США (медіана — 53 621), а середній дохід на одну сім'ю — 87 064 долари (медіана — 70 704). Медіана доходів становила 57 067 доларів для чоловіків та 41 977 доларів для жінок. За межею бідності перебувало 15,5 % осіб, у тому числі 20,0 % дітей у віці до 18 років та 1,8 % осіб у віці 65 років та старших.
Цивільне працевлаштоване населення становило 2763 особи. Основні галузі зайнятості: освіта, охорона здоров'я та соціальна допомога — 29,1 %, роздрібна торгівля — 14,7 %, будівництво — 10,4 %, науковці, спеціалісти, менеджери — 8,9 %.